# پودوژ
شهر پودوژ (به روسی: Пудож) در کشور روسیه و در جمهوری کارلیا واقع شده‌است.